# К'ан (грузинська літера)
К'ан (კან, [kan]) — десята літера грузинської абетки.
Є приголосна літера. Вимовляється як [к’] (к та гортанне зімкнення) а не як українська к (МФА /kʼ/). За міжнародним стандартом ISO 9984 транслітерується як k, а як k' за «грузинської національної системи латінізації» (რომანიზაციის ქართული ეროვნული სისტემა).
Не слід плутати її з літерою кан (ქ), яку вимовляють з придихом.

## Історія
| Асомтаврулі | Нусхурі | Мхедрулі |
| ----------- | ------- | -------- |
|             |         |          |

## Юнікод
- კ : U+10D9 (мхедрулі)
- Ⴉ : U+10A9 (асомтаврулі та нусхурі)
- ⴉ : U+2D09 (хуцурі)